# Castelnau-de-Guers
Castelnau-de-Guers település Franciaországban, Hérault megyében. Lakosainak száma 1199 fő (2022. január 1.). Castelnau-de-Guers Aumes, Florensac, Montagnac, Pézenas és Pinet községekkel határos.

## Népesség
A település népességének változása:
| Lakosok száma | 837  | 886  | 876  | 1010 | 1149 | 1170 | 1197 | 1253 | 1231 | 1199 |
|               | 1968 | 1982 | 1990 | 2006 | 2013 | 2015 | 2017 | 2019 | 2020 | 2022 |